# Ödon von Horváth
Edmund Josef von Horváth  (znan tudi kot Ödön von Horvath), avstrijsko-madžarski pisatelj, * 9. december 1901, Sušak, Reka, Avstro-Ogrska, † 1. junij  1938, Parizu, Francija.

## Življenje

### Mladost v Avstriji in na Madžarskem, študij  v Münchnu
Edmund (madžarsko Ödön) Josef von Horváth je bil rojen 9. decembra 1901, kot prvi sin avstrijsko-madžarskega diplomata dr. Ödöna Josefa von Horvátha in Marie Lulu Hermine, rojene Prehnal, na Reki. Oče je pripadal hrvaškemu malemu plemstvu, mati pa je izhajala iz madžarsko-nemške vojaške družine. Njen oče je bil namreč vojaški zdravnik. 
Leta 1902 se je družina preselila v Beograd, 1908 pa v Budimpešto, kjer je Ödöna v madžarskem jeziku poučeval domači učitelj. Ko je bil njegov oče premeščen v München, je Ödön  sprva ostal v Budimpešti, kjer je obiskoval nadškofijski internat Rákóczianum. 1913 se je preselil k svojim staršem in prvič pričel z učenjem nemškega jezika. Potem se je z družino preselil v Bratislavo, pozneje pa ponovno v Budimpešto. Ko so njegovi starši znova zamenjali prebivališče in se naselili v  Münchnu, je končno prišel pod okrilje svojega strica Josefa Prehnala, ki je živel na Dunaju. Tam je končal gimnazijo in se že isto leto vpisal na Univerza v Münchnu, na kateri je do zimskega semestra 1921/22 obiskoval predavanja iz psihologije, književnosti, teatrologije in umetnostne zgodovine.

### Pot do uveljavljenega gledališkega pisatelja
Horváth je pričel s pisanjem leta 1920. Njegovo prvo literarno delo, igra Knjiga plesov (Das Buch der Tänze), je bilo prvič izvedeno 1926 v gledališču v Osnabrücku, pred tem pa še v koncertni obliki leta 1922 v Münchnu.  Po 1923 je živel v Berlinu, Salzburgu in pri starših v zgornjebavarskem Murnauu am Staffelsee. Vse bolj intenzivno se je posvečal pisanju, vendar je mnoga dela iz tega obdobja uničil. Nikoli se ni včlanil v kakršno koli politično stranko, bil je samo simpatizer levice; pričal je na sodišču v nekem postopku proti nacističnemu zločinu in je v svojih delih, npr. Sladek, črni človek armade (Sladek der schwarze Reichswehrmann), v vedno večji meri opozarjal na nevarnosti fašizma. 1929 je izstopil iz katoliške cerkve.
Njegova slava je doživela vrhunec leta 1931, ko je na pobudo Carla Zuckmayerja skupaj z Erikom Regerjem dobil Kleistovo nagrado. Istega leta je bila uprizorjena njegova najuspešnejša igra Zgodbe iz Dunajskega gozda. Ko je po Hitlerjevem prihodu na oblast  leta 1933 nemška paravojaška formacija SA, t. i. juriški oddelek, preiskala vilo njegovih staršev v Murnauu, je Horváth zapustil Nemčijo in nato nekaj let živel na Dunaju in v Henndorfu am Wallersee pri Salzburgu kot eden najpomembnejših članov Henndorferjega kroga okoli Carla  Zuckmayerja. 1934 se je zgolj zaradi preživetja vrnil v Nemčijo in se kljub nasprotovanju nacionalsocializmu poskušal priključiti Državnemu združenju nemških pisateljev (Reichsverband der deutschen Schriftsteller) in postal član Združenja nacionalnih pisateljev (Union der nationalen Schriftsteller). Čeprav je bil izgnan iz Nemčije že julija 1936, so ga izključili iz združenja februarja 1937.  

### Zasledovanje in emigracija
Ker se Horváthova dela v Nemčiji niso uprizarjala, se je njegova finančna situacija vidno poslabšala. Velik uspeh je ponovno zabeležil šele 1937, ko je v Amsterdamu izšel njegov roman Mladost brez boga. Roman je bil preveden v več jezikov, vendar se je že leta 1930 našel na »seznamu škodljive in nezaželene literature«  in bil prepovedan  na celotnem področju Nemškega rajha. 
Po priključitvi Avstrije marca 1938 je Horváth odpotoval proti Budimpešti in Reki, obiskal  nekaj mest in na koncu prišel do Pariza. 1. junija se je v Café Marignan dobil z režiserjem Robertom Siodmakom,  da bi se z njim pogovoril o  snemanju filma po romanu  Mladost brez boga. Še isti večer ga je med neurjem ubila padajoča veja na Champs-Élysées. Pokopali so ga 7. junija na pariškem pokopališču Saint-Ouen v prisotnosti  mnogih izgnanih avtorjev.
Njegovi ostanki od leta 1988 počivajo na Dunaju, na pokopališču Heiligenstadt. Leta 1959 so po njemu preimenovali eno od ulic v Ottakringu (16. okrožje). 
Horváthovo zapuščino od 1990 oz. 1994  hrani Avstrijski literarni arhiv (Das Österreichische Literaturarchiv).

## Literarni pomen
Jedro Horváthovega dramskega opusa tvori socialnopolitična tematika. Sam označuje kot cilj svojega dela »razkrinkanje zavesti«. Preko usod obubožanih, brezperspektivnih meščanov srednjega razreda, ženskih likov v drastični patriarhalni odvisnosti Horváth očrtuje prizore odtujene in socialno oropane družbe.  V poznejših delih se pojavljajo religiozna spraševanja v smislu odgovornosti in krivde kot plasti človeškega delovanja. Tako že v svoji  ljudski igri Italijanska noč (Italienische Nacht) analizira ne samo socialne, ampak tudi psihološke komponente vedenja fašistov. Iz te analize izhaja, da to vedenje določeno po brutalnem in mazohistično-sentimentalnem občutku manjvrednosti. Tudi v svojih poznih proznih delih (romani Mladost brez boga in Otrok našega časa) se Hórvath spoprijema s fašizmom, sicer bolj neposredno in bridko.  »Posameznika bo, tam kjer se bo hotel opreti, družba, današnja fašistična država, zmlela.«
Horváth velja za preroditelja dunajskega ljudskega gledališča. Po njegovem razumevanju naj bi se problemi po možnosti obravnavali in oblikovali čim bolj  ljudsko. V svojih dramskih delih s pomočjo umetnega in brezkomunikacijskega »dialoškega jezika«  kritizira in poskuša razkrinkati umetni »žargon izobraženih«. »Skozi malomeščanstvo,  namreč skozi  žargon izobraženih, se je oblikovalo razkrojevanje posameznih narečij. Za realistično prikazovanje današnjega človeka moram torej pustiti žargonu izobraženih, da govori. Žargon izobraženih (in njegovi vzroki) izziva seveda kritiko – tako nastaja dialog nove  ljudske drame, z njo najprej človek, potem pa  šele dramsko dejanje – sinteza resnosti in ironije.« 

## Recepcija
Prve korake v nemškem gledališču je Horváth naredil s svojim prvencem, socialnokritičnim Uporom na côte 3018 (Revolte auf Côte 3018) (praizvedba na hamburških  Kammerspiele, 4. novembra 1927), igro ki obravnava gradnjo gorske železnice proti vrhu Zugspitze. Dve leti pozneje  je bila v berlinskem gledališču uprizorjena predelana verzija dela pod naslovom Gorska železnica (Die Bergbahn). Eden najbolj priznanih kritikov, Alfred Kerr, je  uspeh dela potrdil z izjavo: »Orkan – ne samo zunanjega – uspeha«. Istega leta 1929 je bilo v Berlinu uprizorjeno naslednje delo, Sladek, črni človek armade (Sladek der schwarze Reichswehrmann), ki je bilo deležno silovite kritike. Kerr je igri očital  da je preveč skicirana:  Horváth »najprej prikazuje politični pogled na svet v zaokroženih podobah likov – nato pa samo še pogled na svet v dokumentih.«  Kot zreli dramatik se je Horváth uveljavil leta 1931 z delom Italijanska noč (Italienische Nacht). Tokrat je Kerr njegovo igro opisal kot »uspelo časovno šalo«, Horváth pa si je z delom prislužil cenjeno  Kleistovo nagrado. Leta 1933 so Horváthova dela izginila z nemških odrov, kmalu zatem pa tudi z avstrijskih. 
V poznih 60-ih letih je nastopila t. i. Horváthova renesansa. Od takrat naprej se njegova dela redno izvajajo na nemškogovorečih odrih, njegovi romani pa so bili sprejeti v šolski kanon. Horváth se je uveljavil kot socialnokritičen »klasik moderne«. 
Od 50-ih let naprej so po Horváthovih delih posneli filme, med njimi najpogosteje Zgodbe iz Dunajskega gozda, Sodni dan (Der jüngste Tag) in Mladost brez boga. Sam avtor je postal filmski lik v BBC-jevem televizijskem filmu Zgodbe iz Hoollywooda (Tales from Hollywood), v katerem je Jeremy Irons igral fiktivnega Ödona von Horvátha po letu 1938 v Združenih državah Amerike. Med obdelavami Horváthovih tekstov so tudi glasbene adaptacije. Nemška pevca Udo Lindberg in Jan Delay sta leta 2008 sentenco  »Ich bin eigentlich ganz anders, aber komme nur so selten dazu.« (»Jaz sem pravzaprav popolnoma drugačen, ampak zelo redko kdaj pridem do tega.«)   iz dela O lepem razgledu (Zur schönen Aussicht ) vzela za podlago pesmi Popolnoma drugačno (Ganz anders). 
Januarja 2003 je v Murnau am Staffelsee utemeljeno Društvo Ödona von Horvátha, ki si je predpisalo širjenje in podpiranje Horváthovega dela. S tem ciljem pred seboj je društvo od leta 2003 do 2007 izdajalo časopis Horváth, ki je še vedno dosegljiv preko spleta.  Od marca 2010   Muzej grada Murnau Ödönu von Horváthu posveča novo stalno razstavo.  

### Recepcija v Sloveniji
Dela imenitnega avstrijskega pisatelja slovenski publiki niso povsem tuja. Na slovenskih odrih je do sedaj bilo izvedenih nekaj Horváthovih iger: v SNG Drama (Vera ljubezen upanje, 1990, režiser: Martin Kušej; in  Zgodbe iz Dunajskega gozda, 2004, režiser: Janusz Kica), v PDG Nova Gorica (Sodni dan, 1997, režiser: Georgij Paro), v Prešernovem gledališču Kranj (Vera, ljubezen, upanje, 2002, režiser: Eduard Miler), v MGL Ljubljana (Don Juan se vrne iz vojne, 2012, režiser: Dušan Jovanović in Kazimir in Karolina, 2024 , režiser: ni znan ).   

#### Dela:

##### Igre:
- Knjiga plesov (Das Buch der Tänze), 1922
- Umor v ulici Mohren (Mord in der Mohrengasse), 1923
- O lepem razgledu (Zur schönen Aussicht), 1926 (filma: A 1970; D 1972, režija: Hans Hollmann)
- Gorska železnica (Die Berghbahn) (prvotno Upor na côte 3018 (Revolte auf Côte 3018))
- Sladek, črni človek armade (Sladek der schwarze Reichswehrmann), 1929 (prvotno Sladek ali Črna armada (Die schwartze Armee) (film: D 1976, režija: Oswald Döpke)
- Učiteljica iz Regensburga (Die Lehrerin von Regensburg), 1930, nedokončano, po izvirnem primeru regensburške učiteljice Elly Maldague.
- Italijanska noč (Italienische Nacht), 1931( film: D 1961, režija: Michael Kehlmann)
- Zgodbe iz Dunajskega gozda, 1931 (filmi: A 1961, režija: Erich Neuberg; D 1964, režija: Michael Kehlmann; D/A 1979, režija: Maximilian Schell; Légendes de la forêt viennoise, F 1993, režija: André Engel; D 1999, režija: Martin Kusej)
- Vera, ljubezen, upanje, 1932 (filma: Geloof, hoop en liefde, BEL 1977, režija: Jean-Pierre De Decker, Dré Poppe; D 1980, režija: Michael Kehlmann)
- Kazimir in Karolina, 1932 (filmi: D 1959, režija: Michael Kehlmann; Août, F 1992, režija: Henri Herré; Mary & Johnny, CH 2012, režija: Samuel Schwarz, Julian M. Grünthal)
- Tu in tam, 1934 (filma: FIN 1948, Regie: Theo Lingen; D 1954, Regie: Erich Geiger)
- Z glavo skozi zid (Mit dem Kopf durch die Wand), 1934
- Don Juan se vrne iz vojne, 1936
- Figaro se ločuje (Figaro lässt sich scheiden), 1936
- Pompeji. Komedija potresa (Pompeji. Komödie eines Erdbebens), 1937
- Sodni dan (Der jüngste Tag), 1937 (filmi:  ...und führe uns nicht in Versuchung, D 1957, režija: Rolf Hansen; A 1960, režija: Erich Neuberg; D 1961, režija: Michael Kehlmann; De Jongste dag, BEL 1970, režija: Dré Poppe; Freigesprochen, A 2007, režija: Peter Payer)

##### Romani:
- Pravljica o gospodični Polinger, 1929
- Večni filister, 1930
- Mladost brez boga, 1937 (filmi: Nur der Freiheit gehört unser Leben, D 1969, režija: Herbert Knopp; Wie ich ein Neger wurde, D 1971, režija: Roland Gall; D 1991, režija: Michael Knof; Jeunesse sans Dieu, F/BEL 1996, režija: Catherine Corsini)
- Otrok našega časa, 1938 (film: Un fils de notre temps, F 2003, režija: Fabrice Cazeneuve)
- Adieu Evropa (Adieu Europa), 1938 (nedokončano delo)

##### Ostala proza:
- Športne pravljice (Sportmärchen), 1924–1926
- Intervju (Interview), 1932
- Navodila za uporabo (Gebrauchsanweisung), 1932
- Čas ljubezni (Stunde der Liebe), 1929